# Cavia fulgida
Cavia fulgida е вид гризач от семейство Свинчета (Caviidae). Видът не е застрашен от изчезване.

## Разпространение и местообитание
Разпространен е в Бразилия.
Обитава гористи местности, ливади, крайбрежия и плажове.

## Описание
Теглото им е около 282,5 g.
Популацията на вида е стабилна.